# Andrew Lloyd
Andrew Lloyd est un ancien joueur américain de tennis né en 1942 à Shreveport.

## Carrière
Il touche une raquette pour la première fois à l'âge de quinze ans et cinq ans plus tard en 1962 il se retrouve en quart de finale de l'US Open face au tenant du titre, l'Australien Roy Emerson, futur finaliste de cette édition contre Rod Laver qui accomplit alors le premier Grand Chelem de tennis de l'histoire. Il est la grande surprise de ces quarts de finale, il a dû remonter un déficit de 2 sets à 0 dans ses deux premiers tours contre William Higgins (3-6, 4-6, 6-3, 6-2, 7-5) et Harry Hoffman (4-6, 1-6, 6-3, 8-6, 6-3). Il a ensuite éliminé Tom Edlefsen (6-4, 6-1, 6-0) et le Finlandais Reino Nyyssönen (9-7, 6-3, 6-4) mais a bénéficié dans sa partie de tableau du forfait de la tête de série no 7 l'Italien Nicola Pietrangeli contre Hoffman au 1er tour.
Demi-finale en double à Shreveport en 1975.
Il a étudié à l'Université de la Trinité au Texas et fait partie de l'équipe de Coupe Davis Junior.

## Palmarès
- Jackson 1959
- Baton Rouge 1960
- Atlanta 1962
- Detroit 1963
- Mobile 1964
- Montgomery 1964
- Charlotte 1964
- Shreveport 1964[2]